# Cerveza Club Colombia Open 2001 - Qualificazioni singolare
Le qualificazioni del singolare  del Cerveza Club Colombia Open 2001 sono state un torneo di tennis preliminare per accedere alla fase finale della manifestazione. I vincitori dell'ultimo turno sono entrati di diritto nel tabellone principale. In caso di ritiro di uno o più giocatori aventi diritto a questi sono subentrati i lucky loser, ossia i giocatori che hanno perso nell'ultimo turno ma che avevano una classifica più alta rispetto agli altri partecipanti che avevano comunque perso nel turno finale.
Le qualificazioni del torneo Cerveza Club Colombia Open 2001 prevedevano 32 partecipanti di cui 4 sono entrati nel tabellone principale.

## Teste di serie
1. Alexandre Simoni (Qualificato)
2. Julián Alonso (primo turno)
3. Francisco Costa (secondo turno)
4. Sebastián Prieto (secondo turno)

1. Guillermo Cañas (ultimo turno)
2. David Nalbandian (Qualificato)
3. Daniel Melo (primo turno)
4. Adrián García (secondo turno)

## Qualificati
1. Alexandre Simoni
2. Ramón Delgado

1. David Nalbandian
2. Ignacio Hirigoyen

## Tabellone

### Legenda
| - Q = Qualificato - WC = Wild card - LL = Lucky loser | - ALT = Alternate - SE = Special Exempt - PR = Protected Ranking | - w/o = Walkover - r = Ritirato - d = Squalificato |

### Sezione 1
|  | Primo turno      | Primo turno          | Primo turno          | Primo turno | Primo turno |  |  | Secondo turno    | Secondo turno    | Secondo turno    | Secondo turno   | Secondo turno |   |    | Ultimo turno | Ultimo turno     | Ultimo turno | Ultimo turno | Ultimo turno |  |
|  |                  |                      |                      |             |             |  |  |                  |                  |                  |                 |               |   |    |              |                  |              |              |              |  |
|  | 1                | Alexandre Simoni     | Alexandre Simoni     | 6           | 6           |  |  |                  |                  |                  |                 |               |   |    |              |                  |              |              |              |  |
|  |                  | Luis-Arturo Gonzalez | Luis-Arturo Gonzalez | 3           | 0           |  |  | 1                | Alexandre Simoni | Alexandre Simoni | 7               | 6             |   |    |              |                  |              |              |              |  |
|  | Michael Quintero | Michael Quintero     | 4                    | 6           | 6           |  |  |                  | Michael Quintero | Michael Quintero | 6               | 0             |   |    |              |                  |              |              |              |  |
|  | Eyal Ran         | Eyal Ran             | 6                    | 0           | 2           |  |  |                  |                  |                  |                 |               |   |    | 1            | Alexandre Simoni | 7            | 65           | 7            |  |
|  | Diego Veronelli  | Diego Veronelli      | Diego Veronelli      | 6           | 6           |  |  |                  |                  |                  | Diego Veronelli | 68            | 7 | 63 |              |                  |              |              |              |  |
|  | Mariano Hood     | Mariano Hood         | Mariano Hood         | 4           | 4           |  |  | Diego Veronelli  | Diego Veronelli  | Diego Veronelli  | 6               | 6             |   |    |              |                  |              |              |              |  |
|  |                  | Lucas Arnold Ker     | Lucas Arnold Ker     | 6           | 6           |  |  | Lucas Arnold Ker | Lucas Arnold Ker | Lucas Arnold Ker | 4               | 2             |   |    |              |                  |              |              |              |  |
|  | 7                | Daniel Melo          | Daniel Melo          | 3           | 2           |  |  |                  |                  |                  |                 |               |   |    |              |                  |              |              |              |  |

### Sezione 2
|  | Primo turno      | Primo turno       | Primo turno       | Primo turno | Primo turno |  |  | Secondo turno   | Secondo turno    | Secondo turno    | Secondo turno    | Secondo turno |   |   | Ultimo turno  | Ultimo turno  | Ultimo turno | Ultimo turno | Ultimo turno |  |
|  |                  |                   |                   |             |             |  |  |                 |                  |                  |                  |               |   |   |               |               |              |              |              |  |
|  |                  | Rodrigo Cerdera   | Rodrigo Cerdera   | 6           | 6           |  |  |                 |                  |                  |                  |               |   |   |               |               |              |              |              |  |
|  | 2                | Julián Alonso     | Julián Alonso     | 4           | 2           |  |  | Rodrigo Cerdera | Rodrigo Cerdera  | Rodrigo Cerdera  | 2                | 1             |   |   |               |               |              |              |              |  |
|  | Ramón Delgado    | Ramón Delgado     | Ramón Delgado     | 6           | 6           |  |  | Ramón Delgado   | Ramón Delgado    | Ramón Delgado    | 6                | 6             |   |   |               |               |              |              |              |  |
|  | Damian Furmanski | Damian Furmanski  | Damian Furmanski  | 1           | 3           |  |  |                 |                  |                  |                  |               |   |   | Ramón Delgado | Ramón Delgado | 6            | 62           | 6            |  |
|  | Kristian Capalik | Kristian Capalik  | 6                 | 62          | 6           |  |  |                 |                  | Kristian Capalik | Kristian Capalik | 4             | 7 | 2 |               |               |              |              |              |  |
|  | Mark Merklein    | Mark Merklein     | 4                 | 7           | 3           |  |  |                 | Kristian Capalik | Kristian Capalik | 6                | 6             |   |   |               |               |              |              |              |  |
|  | 8                | Adrián García     | Adrián García     | 7           | 7           |  |  | 8               | Adrián García    | Adrián García    | 2                | 1             |   |   |               |               |              |              |              |  |
|  |                  | Francisco Cabello | Francisco Cabello | 68          | 62          |  |  |                 |                  |                  |                  |               |   |   |               |               |              |              |              |  |

### Sezione 3
|  | Primo turno         | Primo turno         | Primo turno         | Primo turno | Primo turno |  |  | Secondo turno | Secondo turno       | Secondo turno       | Secondo turno    | Secondo turno    |   |   | Ultimo turno | Ultimo turno        | Ultimo turno        | Ultimo turno | Ultimo turno |  |
|  |                     |                     |                     |             |             |  |  |               |                     |                     |                  |                  |   |   |              |                     |                     |              |              |  |
|  | 3                   | Francisco Costa     | 6                   | 1           | 7           |  |  |               |                     |                     |                  |                  |   |   |              |                     |                     |              |              |  |
|  |                     | Eduardo Bergmann    | 4                   | 6           | 64          |  |  | 3             | Francisco Costa     | Francisco Costa     | 65               | 4                |   |   |              |                     |                     |              |              |  |
|  | Mashiska Washington | Mashiska Washington | Mashiska Washington | 6           | 6           |  |  |               | Mashiska Washington | Mashiska Washington | 7                | 6                |   |   |              |                     |                     |              |              |  |
|  | Nicolás Todero      | Nicolás Todero      | Nicolás Todero      | 3           | 4           |  |  |               |                     |                     |                  |                  |   |   |              | Mashiska Washington | Mashiska Washington | 3            | 1            |  |
|  | Jaime Cortes        | Jaime Cortes        | Jaime Cortes        | 6           | 6           |  |  |               |                     | 6                   | David Nalbandian | David Nalbandian | 6 | 6 |              |                     |                     |              |              |  |
|  | Pablo González      | Pablo González      | Pablo González      | 2           | 1           |  |  |               | Jaime Cortes        | Jaime Cortes        | 5                | 0                |   |   |              |                     |                     |              |              |  |
|  | 6                   | David Nalbandian    | David Nalbandian    | 6           | 6           |  |  | 6             | David Nalbandian    | David Nalbandian    | 7                | 6                |   |   |              |                     |                     |              |              |  |
|  |                     | Leonardo Olguín     | Leonardo Olguín     | 2           | 2           |  |  |               |                     |                     |                  |                  |   |   |              |                     |                     |              |              |  |

### Sezione 4
|  | Primo turno       | Primo turno       | Primo turno       | Primo turno | Primo turno |  |  | Secondo turno | Secondo turno     | Secondo turno   | Secondo turno   | Secondo turno |   |   | Ultimo turno | Ultimo turno      | Ultimo turno | Ultimo turno | Ultimo turno |  |
|  |                   |                   |                   |             |             |  |  |               |                   |                 |                 |               |   |   |              |                   |              |              |              |  |
|  | 4                 | Sebastián Prieto  | 6                 | 3           | 6           |  |  |               |                   |                 |                 |               |   |   |              |                   |              |              |              |  |
|  |                   | Sergio Roitman    | 3                 | 6           | 4           |  |  | 4             | Sebastián Prieto  | 4               | 6               | 6             |   |   |              |                   |              |              |              |  |
|  | Ignacio Hirigoyen | Ignacio Hirigoyen | Ignacio Hirigoyen | 6           | 7           |  |  |               | Ignacio Hirigoyen | 6               | 3               | 7             |   |   |              |                   |              |              |              |  |
|  | Rafael De Mesa    | Rafael De Mesa    | Rafael De Mesa    | 4           | 6(1)        |  |  |               |                   |                 |                 |               |   |   |              | Ignacio Hirigoyen | 6            | 3            | 6            |  |
|  | Hermes Gamonal    | Hermes Gamonal    | 6                 | 4           | 7           |  |  |               |                   | 5               | Guillermo Cañas | 4             | 6 | 1 |              |                   |              |              |              |  |
|  | Wilson Montoya    | Wilson Montoya    | 2                 | 6           | 5           |  |  |               | Hermes Gamonal    | Hermes Gamonal  | 1               | 0             |   |   |              |                   |              |              |              |  |
|  | 5                 | Guillermo Cañas   | 4                 | 6           | 6           |  |  | 5             | Guillermo Cañas   | Guillermo Cañas | 6               | 6             |   |   |              |                   |              |              |              |  |
|  |                   | Flávio Saretta    | 6                 | 4           | 1           |  |  |               |                   |                 |                 |               |   |   |              |                   |              |              |              |  |